# روبر دو مونتسکیو

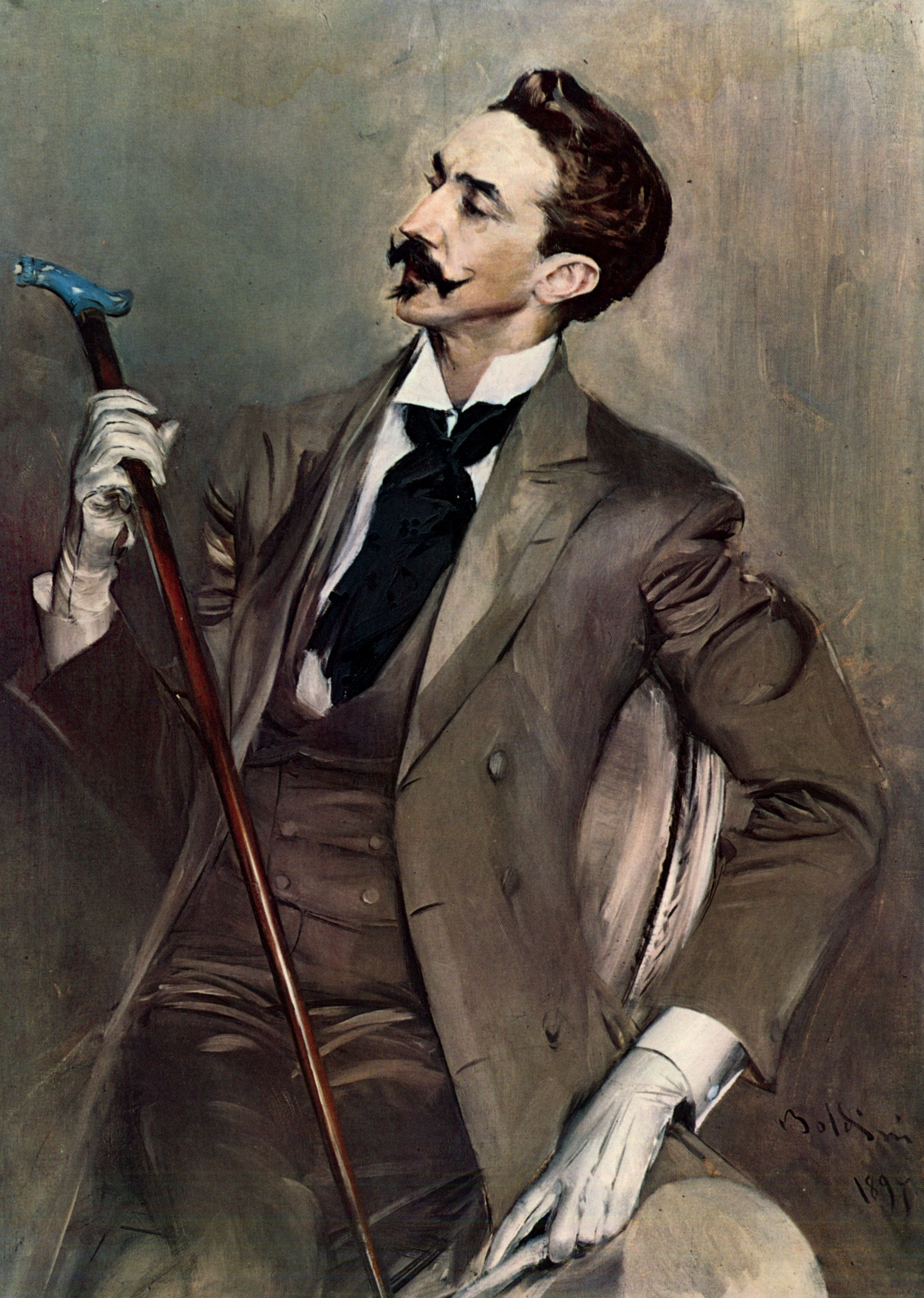
تک‌چهرهٔ روبر دو مونتسکیو کار جووانی بولدینی

روبر دو مونتسکیو (به فرانسوی: Robert de Montesquiou) ‏(۷ مارس ۱۸۵۵ در پاریس — ۱۱ دسامبر ۱۹۲۱ در مانتون) نویسنده، شاعر، مجموعه‌دار آثار هنری، و از اشراف پاریس بود.
مونتسکیو شخصیتی برجسته در محافل ادبی و هنری پاریس در اواخر سدهٔ ۱۹ و اوایل سدهٔ ۲۰ میلادی بود. مارسل پروست از مونتسکیو در آفرینش شخصیت بارون دو شارلوس در رمان در جستجوی زمان ازدست‌رفته الگو گرفته است.

## زندگی شخصی

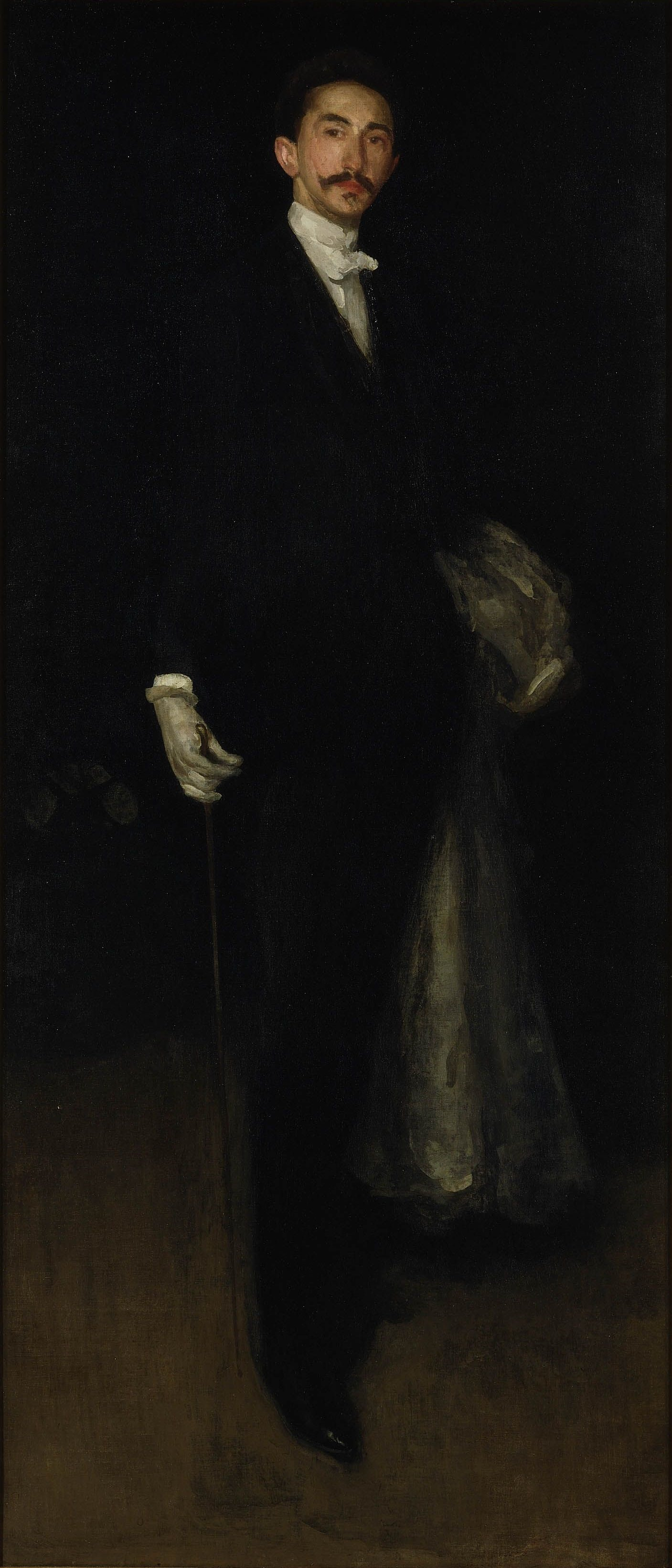
تک‌چهرهٔ مونتسکیو کار ویسلر، ۱۸۹۱–۹۲

مونتسکیو همجنس‌گرا بود. او بیست سال با معشوقش در رابطه بود و در نهایت در کنار او به‌خاک سپرده شد.